# Морон де ла Фронтера
Морон де ла Фронтера (шп. Morón de la Frontera) град је у Шпанији у аутономној заједници Андалузија у покрајини Севиља. Према процени из 2017. у граду је живело 28 073 становника.

## Становништво
Према процени, у граду је 2017. живело 28 073 становника.
| 1970.  | 1981.  | 1991.  | 2001.  | 2011.  | 2017.  |
| ------ | ------ | ------ | ------ | ------ | ------ |
| 30.029 | 27.986 | 27.207 | 27.701 | 28.489 | 28.073 |